# Rick Genest
Rick Stephan Genest (ur. 7 sierpnia 1985 w LaSalle, zm. 1 sierpnia 2018 w Montrealu) – kanadyjski aktor, artysta i model. Znany również jako Zombie Boy, ponieważ większość powierzchni jego ciała była pokryta tatuażem przedstawiającym ludzki szkielet. W 2011 został liderem rankingu Guinnessa w kategorii najwięcej tatuaży prezentujących insekty, ustanawiając rekord wynoszący 176 owadów.

## Życiorys

### Wczesne lata
Urodził się w LaSalle w prowincji Quebec jako starszy z dwóch braci. Dorastał w Châteauguay, na przedmieściach Montrealu. Kiedy był nastolatkiem, wykryto u niego guza mózgu, który został usunięty chirurgicznie, gdy Rick miał 15 lat.
W wieku lat 16 zrobił swój pierwszy tatuaż – czaszkę ze skrzyżowanymi kośćmi na lewym ramieniu. Po skończeniu szkoły średniej, mając 17 lat, opuścił swój rodzinny dom i stał się częścią undergroundowej kultury punkowej.
Zdołał przetrwać dzięki zaangażowaniu w mycie szyb samochodów stojących na światłach i mieszkaniu w opuszczonych budynkach i otrzymał pseudonim „Zombie Boy”.
W wieku 19 lat rozpoczął realizację projektu tatuażu obejmującego całe ciało. Powierzył go artyście z Montrealu o nazwisku Frank Lewis. Po ponad sześciu latach 80% ciała Genesta zostało pokryte tatuażem, który przedstawiał rozkładające się ludzkie ciało, a także hołd dla ulubionego gatunku filmowego – horroru. Poświęcił w tym celu ponad 17 tys. dolarów. Jak sam deklarował, tatuaż nie był jeszcze skończony.

### Kariera
Stał się popularną postacią w podziemnej scenie Montrealu, ale przeszedł przez trudności finansowe i ostatecznie stał się bezdomnym. 5 marca 2010 stworzył swój profil na portalu społecznościowym Facebook. Stronę „polubiło” ponad 1,5 mln osób (stan na 11 maja 2011) i została ona odkryta przez Nicola Formichetti, dyrektora artystycznego francuskiego domu mody Mugler i ds. mody Lady Gagi.
19 stycznia 2011 pojawił się w kolekcji męskiej Thierry’ego Muglera na sezon jesień/zima 2011/12 jako model wiodący. Prezentacji towarzyszył teledysk wyprodukowany przez fotografa mody, Mariano Vivanco.
27 lutego 2011 wystąpił w teledysku Lady Gagi „Born This Way”.
Był na okładkach prestiżowych magazynów modowych, w tym „Vanity Fair”, „GQ” czy „Vogue”, a także „Bizarre” (czerwiec 2008), polskiej edycji dwumiesięcznika „Fashion Magazine” (czerwiec 2011) z Moniką Jagaciak, „Schön!” (Niemcy, październik 2011), „Inked” (Brazylia, luty 2012), „Neo2” (Hiszpania, marzec 2012) i „Dazed & Confused” (Korea Południowa, grudzień 2014). Promował też korektor do tatuażu.
Zagrał niewielką rolę pracownika cyrku i karnawałowego tatuatora w telewizyjnym filmie sensacyjnym fantasy Diabeł z New Jersey (Carny, 2009) z Lou Diamondem Phillipsem jako szeryfem z małego miasteczka. W dramacie sensacyjno-przygodowym 47 roninów (47 Ronin, 2013) z Keanu Reevesem, Hiroyuki Sanadą, Kō Shibasaki i Tadanobu Asano pojawił się jako brygadzista. W krótkometrażowym dramacie fantasy In Faustian Fashion (2013) wystąpił w roli Phoenixa. W serialu kryminalnym BBC Milczący świadek (Silent Witness, 2017) w dwóch odcinkach zagrał postać o przydomku „El Buitre”, czyli z hiszpańskiego sęp.
Pod koniec 2011 został częścią kampanii reklamowej „Go Beyond Cover”, promującej profesjonalne produkty do makijażu firmy Dermablend. Sukces komercyjny tej kampanii doprowadził do podpisania dwuletniego kontraktu z L’Oréal i tym samym stał się pierwszym w historii męskim rzecznikiem prasowym.
19 stycznia 2012 odbyła się telewizyjna premiera teledysku Honoraty Skarbek pt. „Sabotaż” (2012) z jego udziałem.
W 2012, podczas San Diego Comic-Con, firma Tonner Doll Company wyprodukowała postać Zombie Boy z limitowanej edycji na podobieństwo Genesta. Był także gościem Tonnera na kongresie. W zestawie z każdą lalką znajduje się certyfikat autentyczności podpisany przez Genesta (jako Rico the Zombie). Edycja została ograniczona do 400 lalek, z których wszystkie zostały sprzedane 27 lipca 2012.
We wrześniu 2012 stał się twarzą wytwórni muzycznej Roc-A-Wear, marki Jay-Z, która została ponownie uruchomiona w Europie.
6 lutego 2014 jego woskowy posąg został wyeksponowany w gabinecie figur woskowych Musée Grévin w Montrealu.

### Śmierć
1 sierpnia 2018 został znaleziony martwy w swoim mieszkaniu w Le Plateau-Mont-Royal w Montrealu. Według pierwszych doniesień przyczyną jego śmierci było samobójstwo.
W raporcie, który został opublikowany przez Melissę Gagnon otrzymujemy jednak zupełnie inną informację: „Biorąc pod uwagę jego przyzwyczajenia oraz poziom alkoholu we krwi, dopuszczalne jest twierdzenie, że pan Genest uległ nieszczęśliwemu wypadkowi”. Model miał w swojej krwi wysokie stężenie THC, a także alkoholu. Sąsiedzi twierdzili, że miał w zwyczaju siadać na barierce na balkonie, kiedy palił papierosa. Najprawdopodobniej doszło więc do wypadnięcia Genesta przez barierkę. 
Ponadto według raportu wykluczone zostały wszelkiego rodzaju choroby psychiczne.